# Super Outbreak
| Super Outbreak (1974)                          |                                     |
| Darstellung der Tornadostrecken Super Outbreak |                                     |
| Dauer                                          | 3. – 4. April 1974, 18 Stunden      |
| Anzahl der Tornados                            | 148, davon 7 F5-Tornados            |
| Gesamtschaden                                  | geschätzte 3,5 Milliarden US-Dollar |
| Gesamtopfer                                    | 315–330 Tote, 5.484 Verletzte       |

Der Super Outbreak, auch bekannt als Jumbo Outbreak, war die größte Serie von Tornados, die bis zum Rekord-Outbreak im April 2011 festgestellt wurde. Vom 3. bis zum 4. April 1974 wurden 13 US-Bundesstaaten von insgesamt 148 Tornados getroffen: Illinois, Indiana, Michigan, Ohio, Kentucky, Tennessee, Alabama, Mississippi, Georgia, North Carolina, Virginia, West Virginia und New York. Ein Tornado wurde außerdem nahe Windsor, Ontario, in Kanada registriert – als einziger außerhalb der USA. Zugleich hält diese Serie den Rekord für die Anzahl der meisten Tornados der Stufen F4 und F5 in der Fujita-Skala: Es wurden sieben F5-Tornados und 23 F4-Tornados registriert.

## Verlauf
Die Serie begann in Morris, Illinois, um etwa ein Uhr nachmittags am 3. April 1974. Im Lauf der ostwärts gerichteten Wanderung wurden die Stürme stärker. Ein Tornado nahe Monticello, Indiana, wurde bereits als F4-Tornado eingestuft und bewegte sich über eine Distanz von 121 Meilen (ca. 195 km), dabei tötete der Tornado 19 Menschen. Der erste F5-Tornado startete in Xenia, Ohio, und forderte 33 Todesopfer, 1.150 weitere wurden verletzt. Durch ihn wurde ein Viertel der Stadt vollständig zerstört, ein weiteres Viertel wurde stark beschädigt. Zum Höhepunkt der Serie existierten 15 einzelne Tornados gleichzeitig.
Während eines Zeitraumes von 18 Stunden waren durchgehend Tornados unterwegs und die Serie endete am frühen Morgen des 4. April 1974. Insgesamt wurden in diesem Zeitraum 315 bis 330 Menschen durch 148 Tornados getötet, 5.484 wurden verletzt.

## Ursache
Der Super Outbreak entstand im Zuge des sehr starken La-Niña-Jahres 1973/74 und ähnelt darin einer Tornadoserie im März 2006. Obwohl dieser Zusammenhang mindestens für zwei Serien bekannt ist, gibt es keinen generellen wissenschaftlichen Beweis für diesen Zusammenhang zwischen La Niña und der Entstehung von größeren Tornadoserien.

Stärke des Super Outbreak auf der Fujita-Skala
| Bestätigt Total | Bestätigt F0 | Bestätigt F1 | Bestätigt F2 | Bestätigt F3 | Bestätigt F4 | Bestätigt F5 |
| 148             | 15           | 37           | 31           | 35           | 23           | 7            |